# Ritratto di gentiluomo ventinovenne
Il ritratto di giovane ventinovenne o ritratto di giovane uomo è un dipinto a olio su tela realizzato da Giovan Battista Moroni e conservato in deposito presso l'Accademia Carrara di Bergamo.

## Storia
L'opera è da considerarsi il «capo d'opera» emblema della «maniera grigia» modalità pittorica che renderà il Moroni uno dei migliori ritrattisti del Cinquecento, ritratti eseguiti per la maggior parte durante il decennio di esilio nel suo paese natale. Proprio la data posta sul retro dell'opera conferma la sua realizzazione nel periodo migliore dell'artista. Come indicato da Mina Gregori: 
(Mina Gregori)

Il dipinto entrò in Accademia nel 1866 dalle collezioni di Guglielmo Lochis con circa duecento altre opere. In precedenza faceva parte della collezione di Crocetta di Mozzo dal 1832 al 1835. Risulta inserito nella collezione Lochis del 1846 e del 1858 che ne ripropongono la medesima indicazione: 
(Catalogo Lochis 1946)
La descrizione indica un quadro che aveva probabilmente i lembi ripiegati nella cornice, riportata poi alle sue dimensioni originarie durante il primo restauro del 1979.

## Descrizione e stile
Il dipinto riporta in basso la scritta: «ANNO IIXI/M.D.LX.VII» e sul retro «GIO BATTISTA MORONE. PIN» anche se quest'ultima è stata inserita successivamente.
Non si conosce l'identità del soggetto raffigurato se non l'età che è incisa sul parapetto di marmo posto sulla parte inferiore della tela. Il giovane volge lo sguardo verso l'osservatore in modo quasi interrogativo, quasi a chiedersi le motivi dell'essere oggetto di osservazione. Il busto è a tre quarti, caratteristica comune di molti ritratti del nembrese diventando un'inquadratura classica. Il fondo della tela è neutro se non per la targa marmorea posta sul lato inferiore.
La precisione e la regolarità dei tratti hanno probabilmente colto l'interesse dei collezionisti fin dalla sua realizzazione. Il critico d'arte Adolfo Venturi indicherà il lavoro come importante esempio della peculiarità del Moroni confronto Tiziano Vecellio. L'artista ci propone un personaggio privo di rughe ma la virilità di un giovane e presenta assonanze con il dipinto Ritratto di gentiluomo della famiglia Mosca ospitato nella pinacoteca del Rijksmuseum di Amsterdam eseguito nel 1565.